# Sergio Pachón
Valentín Sergio Pachón Mosquero (Madrid, 5 febbraio 1977) è un ex calciatore spagnolo, di ruolo attaccante.

## Carriera
Ha giocato nella massima serie e nella seconda divisione spagnola.

## Palmarès

### Club

#### Competizioni nazionali
- Segunda División B: 1

Rayo Vallecano: 2007-2008
- Tercera División: 1

Fuenlabrada: 2011-2012